# Tangsan
Tangsan (kínaiul 唐山) prefektúra szintű város Kínában, Hopej tartományban, Pekingtől kb. 150 km-re keletre.
Ipari központ és bányaváros.
1976-ban egy Richter-skála szerinti 7,8-as földrengés nagy károkat okozott itt. Az áldozatok száma 255 ezer volt. A város azóta újraépült és a bányáit rendbe hozták.
A belvárosi lakossága 2 057 561 fő volt 2005-ben.

## Népesség
| Lakosok száma | 7 040 554 | 7 577 289 | 7 717 983 |
|               | 2000      | 2010      | 2020      |

## Közlekedés
Itt található a világ második legforgalmasabb kikötője, a Tangsani kikötő.

## Fordítás
- Ez a szócikk részben vagy egészben  a   Tangshan című angol Wikipédia-szócikk fordításán alapul.  Az eredeti cikk szerkesztőit annak laptörténete sorolja fel. Ez a jelzés csupán a megfogalmazás eredetét és a szerzői jogokat jelzi, nem szolgál a cikkben szereplő információk forrásmegjelöléseként.